# Trí Nột
Tri Nột (zh. zhīnè 知訥, ja. chitotsu, ko. chinul), 1158-1210 là một Thiền sư Hàn Quốc vào thời đại Cao Li, người được xem là nhân vật có ảnh hưởng lớn nhất trong sự hình thành Thiền tông Hàn Quốc.
Sư ra đời vào lúc tăng đoàn đang trong tình trạng khủng hoảng, có nghĩa là về mặt hình tướng bên ngoài cũng như xuất phát từ giáo lý bên trong. Rối loạn đến mức độ sự tham nhũng đã lan vào trong tăng đoàn, sư tìm cách thiết lập một cuộc vận động mới trong Thiền tông Cao Li gọi là "Định huệ xã", mục đích của nó là lập nên một cộng đồng hành trì có giới luật, chuyên thanh tịnh tâm ý ở sâu trong rừng núi. Cuối cùng sư thành tựu sự mệnh khai sơn Tùng Quảng tự (zh. 松廣寺) trên núi Tào Khê (zh. 曹溪山).
Một đề tài từ lâu làm xôn xao trong Thiền tông Trung Quốc đã làm cho Tri Nột quan tâm đặc biệt, đó là sự liên hệ giữa phương pháp tu tập "tiệm" (漸) và "đốn" (頓) để đạt đến giác ngộ. Rút ra từ nhiều cách lý giải về đề tài này từ các Thiền sư Trung Hoa, quan trọng nhất là của Tông Mật và Đại Huệ, sư đưa ra châm ngôn nổi tiếng "đốn ngộ tiệm tu". Từ Đại Huệ, sư kết hợp pháp tu khán thoại đầu (quán thoại 觀話). Pháp thiền này là pháp môn chính của Thiền tông Hàn Quốc cho đến thời hiện đại.
Tri Nột không trải qua kinh nghiệm chứng ngộ như là kết quả theo lối gọi riêng là "tâm truyền tâm" giữa thầy và đệ tử như là đặc điểm của Thiền tông mà là vô sư tự ngộ. Tương tự, trong truyền thống Thiền tông Triều Tiên cũng có nhiều vị Thiền sư không có thầy và tự mình tu hành ngộ đạo giống như Trí Nột mà cận đại nổi tiếng nhất là Thiền sư Cảnh Hư (ko. Kyongho), Long Thành (ko. Yongseong), Tính Triệt (ko. Seongcheol).
Cả ba lần đạt chứng ngộ của sư đều đến từ sự tham cứu từ những đoạn kinh. Trong lần cuối cùng, sư chịu ảnh hưởng sâu sắc nhất từ luận giải về mối quan hệ giữa Thiền và Giáo do Lý Thông Huyền, bậc thầy của tông Hoa Nghiêm trình bày. Luận giải triết học của Tri Nột về tác phẩm này đã gây ảnh hưởng sâu sắc và lâu dài cho Phật giáo Hàn Quốc. Tri Nột cũng đào tạo được một số đệ tử quan trọng để truyền bá tư tưởng và tiếp tục chú giải những tác phẩm của mình.
Những tác phẩm chính của sư là: 
1. Khuyến tu định huệ kết xã văn (zh. 勸修定慧結社文, 1 quyển)
2. Mục ngưu tử tu tâm quyết (zh. 牧牛子修心訣, 1 quyển)
3. Chân tâm trực thuyết (zh. 眞心直說, 1 quyển)
4. Viên đốn thành Phật luận (zh. 圓頓成佛論, 1 quyển)
5. Khán thoại quyết nghi luận (zh. 看話決疑論, 1 quyển)
6. Lục Tổ Pháp bảo đàn kinh bạt (zh. 六祖法寶壇經跋)
7. Pháp tập biệt hạnh lục tiết yếu tịnh nhập tư ký (zh. 法集別行録節要并入私記)
8. Hoa Nghiêm luận tiết yếu (zh. 華嚴論節要, 3 quyển).

Về hành trạng của Tri Nột và các bản dịch của 3 cuốn trên, xin xem tác phẩm của Buswell (1983) và Keel (1984). 